# Kanton Jaligny-sur-Besbre
Der Kanton Jaligny-sur-Besbre war bis 2015 ein französischer Wahlkreis im Arrondissement Vichy, im Département Allier und in der Region Auvergne. Der Kanton umfasste zwölf Gemeinden, sein Hauptort (frz.: chef-lieu) war Jaligny-sur-Besbre. Die landesweiten Änderungen in der Zusammensetzung der Kantone brachten im März 2015 seine Auflösung. Sein letzter Vertreter im conseil général des Départements war Jean-Paul Cherasse.

## Gemeinden
| Gemeinde           | Einwohner Jahr | Fläche km² | Bevölkerungsdichte | Code INSEE | Postleitzahl |
| ------------------ | -------------- | ---------- | ------------------ | ---------- | ------------ |
| Bert               | 256 (2013)     | –          | – Einw./km²        | 03024      | 03130        |
| Châtelperron       | 152 (2013)     | –          | – Einw./km²        | 03067      | 03220        |
| Chavroches         | 262 (2013)     | –          | – Einw./km²        | 03071      | 03220        |
| Cindré             | 324 (2013)     | –          | – Einw./km²        | 03079      | 03220        |
| Jaligny-sur-Besbre | 598 (2013)     | –          | – Einw./km²        | 03132      | 03220        |
| Liernolles         | 211 (2013)     | –          | – Einw./km²        | 03144      | 03130        |
| Saint-Léon         | 622 (2013)     | –          | – Einw./km²        | 03240      | 03220        |
| Sorbier            | 301 (2013)     | –          | – Einw./km²        | 03274      | 03220        |
| Thionne            | 321 (2013)     | –          | – Einw./km²        | 03284      | 03220        |
| Treteau            | 566 (2013)     | –          | – Einw./km²        | 03289      | 03220        |
| Trézelles          | 390 (2013)     | –          | – Einw./km²        | 03291      | 03220        |
| Varennes-sur-Tèche | 257 (2013)     | –          | – Einw./km²        | 03299      | 03220        |